# Walter Kirchhoff

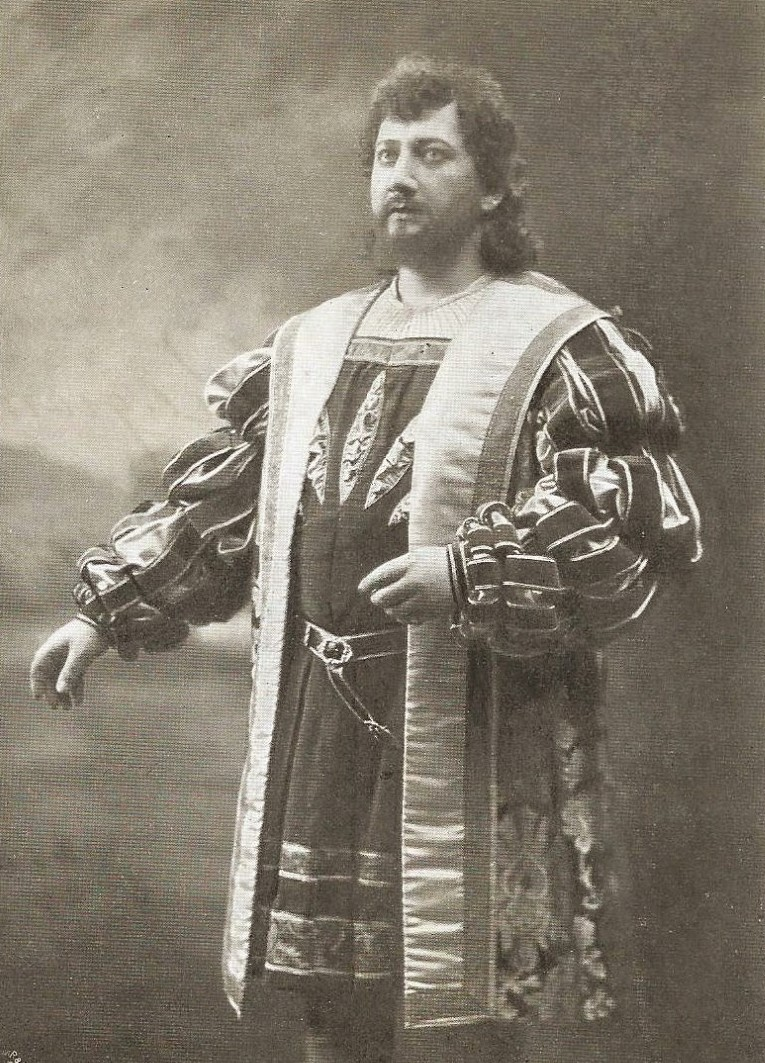
Walter Kirchhoff als Faust (Gounod)

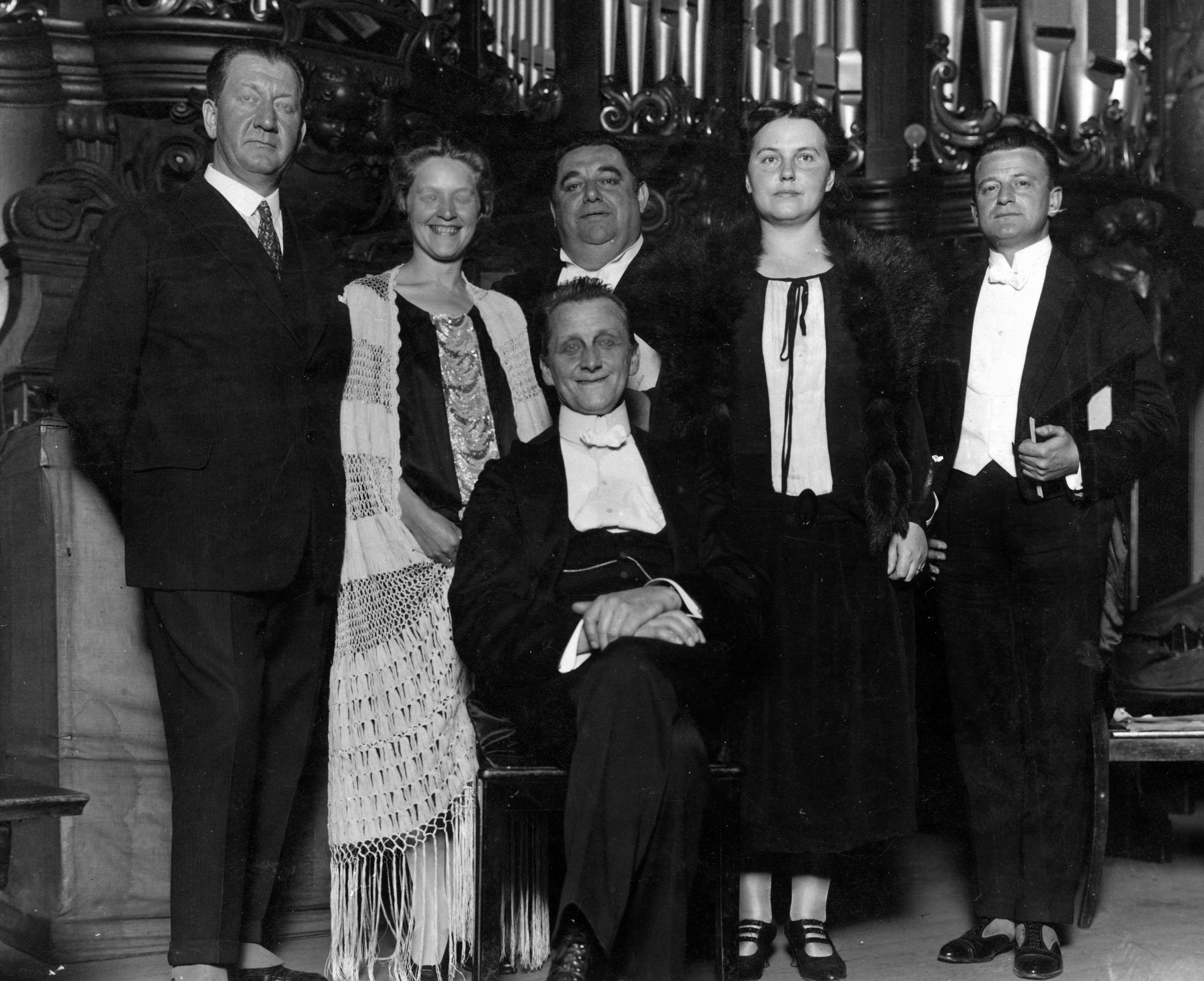
Walter Kirchhoff (links) mit Bruno Kittel (Mitte, sitzend) im Oktober 1926

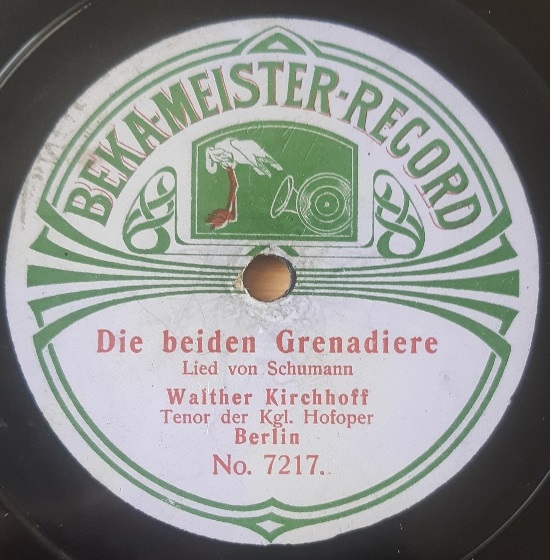
Schallplatte von Walter Kirchhoff (Berlin 1906)

Walter Kirchhoff, gebürtig Walther August Kirchhoff (* 17. März 1879 in Berlin, Deutsches Reich; † 29. März 1951 in Wiesbaden), war ein deutscher Opernsänger (Tenor) und Kammersänger.

## Leben

### Ausbildung und Anfänge
Auf Anraten des Intendanten der Berliner Hofoper, Graf Georg von Hülsen-Haeseler, ließ Kirchhoff seine Stimme ausbilden und studierte Gesang in Berlin bei Eugen Robert Weiss und bei Lilli Lehmann, später dann, zur Vervollkommnung seiner Stimme, auch in Mailand. Sein Bühnendebüt gab er vermutlich 1906 am Stadttheater Metz als Titelheld Manrico in der Verdi-Oper Der Troubadour.

### Karriere im Deutschen Reich
1906 debütierte er an der Berliner Hofoper als Faust in der Oper von Charles Gounod. 1910 wirkte er hier in der Uraufführung der Oper Poia des US-amerikanischen Komponisten Arthur Nevin mit. 1911 war er an der Berliner Hofoper der Königssohn in der deutschen Erstaufführung der Neufassung der Oper Königskinder, 1914 der Parsifal in der Berliner Erstaufführung.
Von 1908 bis 1912 war er als Gast an der Dresdner Hofoper engagiert. 1916 gastierte er am Opernhaus Leipzig. Bei den Bayreuther Festspielen sang er in den Jahren 1911/12 den Walther von Stolzing in den Meistersingern und 1914 den Parsifal.
Kirchhoff blieb bis 1920 Mitglied der Berliner Hofoper (seit 1918: Staatsoper Berlin). Dort trat er hauptsächlich als Wagner-Interpret hervor. In den Jahren 1923/24 und 1928/29 gehörte er erneut dem Ensemble der Berliner Staatsoper an. 1932 sang er an der Berliner Staatsoper den Loge in Das Rheingold. In der Spielzeit 1933/34 war er am Deutschen Opernhaus Berlin engagiert.
Von 1923 bis 1927 war er mit der Schauspielerin Flockina von Platen verheiratet.

### Internationale Gastspiele

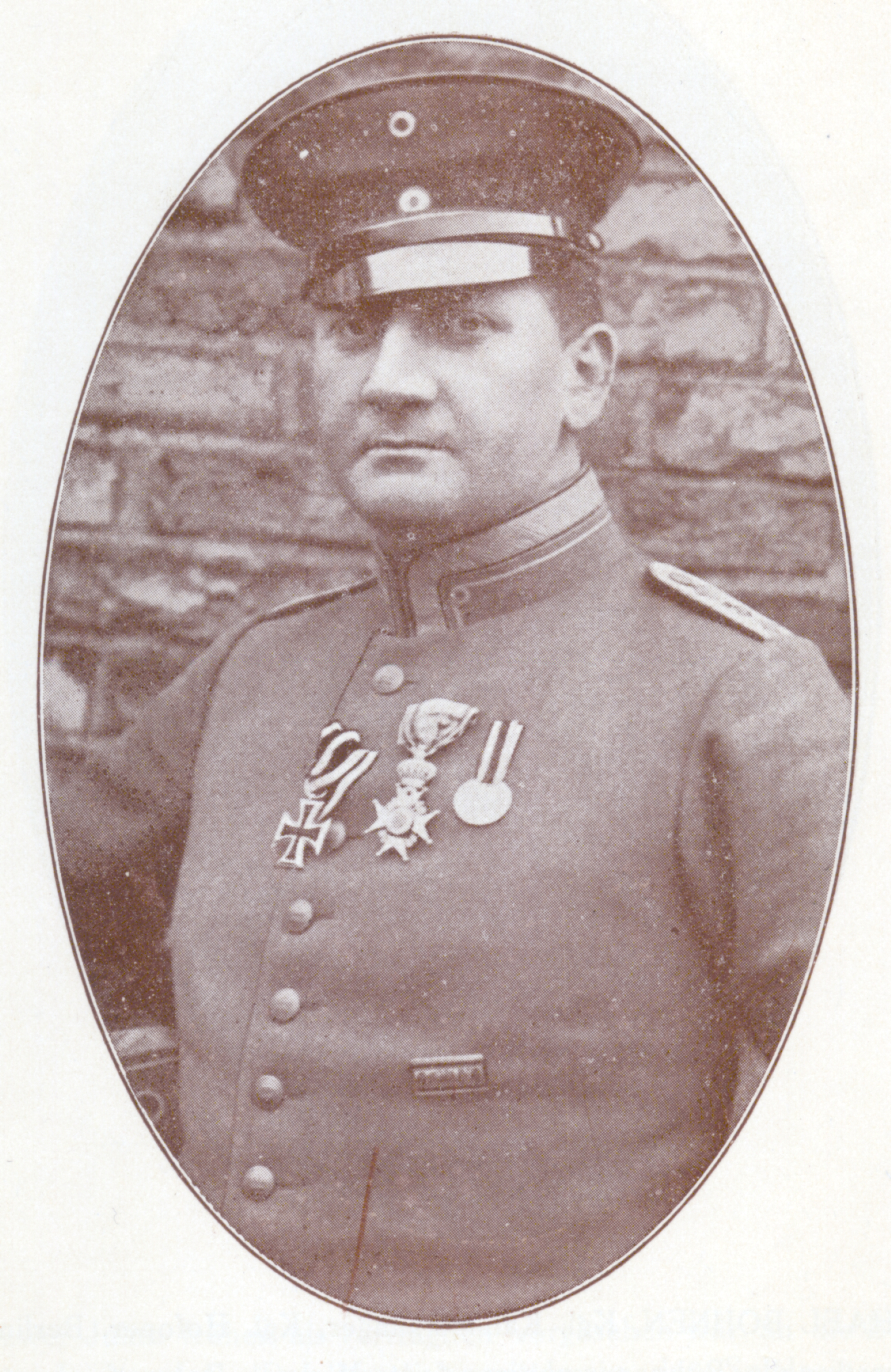
Walter Kirchhoff als Soldat, um 1917

Kirchhoff gab Gastspiele am Opernhaus Riga (1910), an der Wiener Hofoper (1913), an der Covent Garden Opera in London (u. a. 1913 als Walther von Stolzing und 1924 als Loge), in Madrid (1920, im Ring-Zyklus) und Rom (1921, als Konzertsänger) auf.
1922 und 1923 gastierte er am Teatro Colón in Buenos Aires; dort wirkte er 1922 in der ersten vollständigen Aufführung des Ring-Zyklus als Loge und Siegfried in Götterdämmerung mit. Außerdem trat er dort als Parsifal auf. In Südamerika sang er auch am Opernhaus von Rio de Janeiro. Von 1926 bis 1931 war er festes Ensemblemitglied der Metropolitan Opera in New York City. Hier wirkte er als Heldentenor und trat in Wagner-Partien auf. 1927 sang er an der Metropolitan Opera den Don Alfonso in der Premiere des Einakters Violanta von Erich Wolfgang Korngold.
1927/28 trat er nochmals mit großem Erfolg an der Wiener Staatsoper auf, u. a. im Juni 1928 als Lohengrin, mit Bella Paalen als Ortrud. 1929 gastierte er in Paris mit einem deutschen Ensemble unter der musikalischen Leitung des Dirigenten Franz von Hoesslin. 1930 war er als Tannhäuser zu Gast an der Grand Opéra Paris. 1931 trat er am Opernhaus von Antwerpen, 1935 am Théâtre Royal de la Monnaie in Brüssel auf.

### Weihnachten 1914
Zu Beginn des Ersten Weltkriegs meldete sich Kirchhoff freiwillig zum Kriegsdienst. Er war im Stab des Oberkommandos der V. Armee als Ordonnanzoffizier und Adjutant des Kronprinzen Wilhelm von Preußen (1882–1951) im Dienst. 
Zum Weihnachtsfest 1914 sang Kirchhoff im vordersten Graben des Regiments 130 auf dem Schlachtfeld für seine Kameraden deutsche Weihnachtslieder. Diese Episode ging als Teil des sog. „Weihnachtsfriedens“ in die Geschichte ein; der Anti-Kriegsfilm Merry Christmas erinnert filmisch an diese Verbrüderungen. Am 28. Dezember 1914 gastierte er gemeinsam mit der Sopranistin Lilly Hafgren-Waag am Stadttheater Metz; sie sangen als Siegmund und Sieglinde im 1. Akt der Wagner-Oper Die Walküre.

### Späte Jahre
Mitte der Dreißigerjahre gab Kirchhoff seine Sängerkarriere auf. Zum 1. April 1933 trat er der NSDAP bei (Mitgliedsnummer 1.597.568). Seit 1934 war er als Gesangspädagoge am Klindworth-Scharwenka-Konservatorium in Berlin tätig. Gleichzeitig leitete er von 1934 bis 1935 das „Lichtburg-Theater“ in Berlin. Er wirkte als privater Gesangslehrer; später war er auch als Bühnenvermittler und Theateragent tätig. Kirchhoff war der Schwiegersohn der ungarischen Opernsängerin Etelka Gerster.

## Stimme und Repertoire
Kirchhoff besaß eine „kraftvolle, metallisch glänzende“ Tenorstimme (Kutsch/Riemens), mit der er vor allem im schweren Wagner-Fach große Erfolge hatte. An der internationalen Verbreitung der Musikdramen Wagners hatte er durch seine Rolleninterpretationen maßgeblichen Anteil.
Zu Beginn seiner Laufbahn sang er zahlreiche lyrische Partien, wie Don Ottavio in Don Giovanni, Achilles in Iphigenie in Aulis und Alfred in La Traviata. Später verkörperte er Rollen des jugendlich-dramatischen Tenorfachs, des Heldentenors, und in späteren Jahren, auch des Charaktertenors. Zu seinen Partien gehörten u. a. der Lohengrin, der Tristan, Don José in Carmen, Canio in Der Bajazzo, Narraboth in Salome, Aegisth in Elektra und der Gesangslehrer Alfred in der Strauß-Operette Die Fledermaus.
Walter Kirchhoffs Stimme ist auf Schallplatten der Marken Beka (Berlin 1906), Odeon (Berlin 1909, vollständiger 2. Akt Tannhäuser), Ultima (Berlin 1910), Pathé (Berlin 1911) und Grammophon (Berlin 1914–21) erhalten. 1929 entstanden Auszüge aus Wagners Der Ring des Nibelungen auf Pathé (Paris 1929). Es folgten abschließende Aufnahmen auf Parlophon und Odeon (Berlin 1931–32). 